# Modifiable off-the-shelf
Modifiable off-the-shelf (abgekürzt MOTS) bezeichnet ein standardisiertes Serienprodukt (COTS), das noch auf individuelle Bedürfnisse angepasst werden kann, beispielsweise durch Offenheit des Quelltextes. Dementsprechend kann das Produkt vom Käufer, Verkäufer oder einer anderen Person auf den Anwender zugeschnitten werden.
Quelloffene Software kann sowohl unverändert als COTS, als auch als MOTS-Produkt angewandt werden – dies ist (unter anderem) eine große Stärke dieser Programme. Dies gilt ebenfalls für offene Hardware.